# Strilczynci
Strilczynci (ukr. Стрільчинці; pol. Strzelczyńce) – wieś na Ukrainie, w obwodzie winnickim, w rejonie niemirowskim, położona nad Bohem. W 2001 roku liczyła 629 mieszkańców.
We wsi w roku 1828 urodził się Henryk Jabłoński, autor strof:

A tam Boh świeci – Boh nasz rusałczany, /Co ranną falą zaklina w uroki,

Z wieczornej fali, jak ze świeżej piany, /Śnieżne boginie migają przed mroki;

Po rosie kwiatów wędrują przez łany, /A rankiem nikną by mgliste obłoki.

Anna z Chodkiewiczów, matka Ksawerego oraz Mieczysława Pruszyńskich pisała o Strzelczyńcach:

Edmund Abramowicz, urodzony z Sobańskiej, marszałek szlachy miał nad Bohem Strzelczyńce oraz Iwanowce, które umierając młodo, żonie zapisał. Odtąd gospodarzował tam brat mojej babki, powstaniec 1863, później, gdy moja matka szła za mąż, Babunia Marszałkowa oddała jej oba majątki w posagu.

O jakże piękna była ta moja rodzinna wieś, rozłożona nad jarem z granitów, w głębi którego Boh płynął. I jakże pięknym był Boh, wierna rzeka mojego dzieciństwa, bez przerwy niosąca stepom, niosąca morzom pieśń odwieczną. Szumiał Boh mocno, potężnie, zwłaszcza nocami, gdy wszystko cichło dookoła. Fale granatowe rozbijały się o granitowe porohy i o groblę. Nigdzie na Podolu nie szumiał Boh tak doniośle jak w Strzelczyńcach, a to dlatego, że mój ojciec, w celu powiększenia dochodów, zbudował na Bohu młyn turbinowy, a przed nim groblę, przez którą Boh przewalał się z hukiem, pieniąc się po granitach i bryzgając białą pianą.
W wiosenne i letnie noce ten śpiew Bohu przez otwarte okna wpływał do domu, niosąc dumy zamierzchłych lat. Brakowało mi jego głosu w Wolicy. Ale rokrocznie witał mnie znowu szum Bohu, gdy dojeżdżałam do stacji Gniewań, gdzie były kamieniołomy granitu

W 1904 urodził się tu Karol Chodkiewicz, bratanek Anny Pruszyńskiej.

## Zabytki
- Staropolski dom opisany w książce Antoniego Urbańskiego Z Czarnego szlaku i tamtych rubieży[3].